# مهدي منيري
مهدي منيري (مواليد 29 يونيو 1977 في ميتز، فرنسا) هو لاعب كرة قدم جزائري دولي سابق كان يجيد اللعب في خط الدفاع.

## المسيرة الرياضية مع الأندية
على الرغم من ولادته في ميتز فقد لعب منيري أول مباراة كرة قدم مع نانسي. انتقل إلى تروا الذي لعب معه في كأس الاتحاد الأوروبي وفي صيف عام 2003 انتقل أخيرا إلى ميتز. بعد ثلاث مواسم مع ميتز وقع مع بيا في دوري الدرجة الثانية.
في نهاية موسم 2007-08 تم إعارته إلى الخور القطري لمدة ثلاث أشهر. عاد إلى باستيا بعد انقضاء فترة إعارته. في 31 مارس 2010 وقع منيري البالغ من العمر الثانية والثلاثين عقد لمدة موسم واحد مع الظفرة.
في 16 سبتمبر 2010 تم الإعلان عن انضمام منيري إلى نادي أمنيفيل الفرنسي الهاوي.

## إحصائيات مع المنتخب
| منتخب الجزائر | منتخب الجزائر | منتخب الجزائر |
| العام         | المباريات     | الأهداف       |
| ------------- | ------------- | ------------- |
| 2000          | 2             | 0             |
| 2001          | 4             | 0             |
| 2002          | 0             | 0             |
| 2003          | 0             | 0             |
| 2004          | 1             | 0             |
| 2005          | 1             | 0             |
| 2006          | 5             | 0             |
| 2007          | 6             | 2             |
| 2008          | 3             | 0             |
| المجموع       | 22            | 3             |

## المسيرة الرياضية مع المنتخب
لعب منيري أول مباراة لمنتخب الجزائر في مباراة ودية ضد بلغاريا في 14 نوفمبر 2000.

## الأهداف الدولية
| #  | التاريخ       | الملعب                               | الخصم        | التسجيل | النتيجة | المنافسة                                   |
| -- | ------------- | ------------------------------------ | ------------ | ------- | ------- | ------------------------------------------ |
| 1. | 7 فبراير 2007 | ملعب 5 جويلية 1962، الجزائر، الجزائر | ليبيا        | 2 – 1   | 2 – 1   | ودية                                       |
| 2. | 24 مارس 2007  | ملعب 5 جويلية 1962، الجزائر، الجزائر | الرأس الأخضر | 2 – 0   | 2 – 0   | تصفيات كأس الأمم الأفريقية لكرة القدم 2008 |